# 宗像地区事務組合
宗像地区事務組合（むなかたちくじむくみあい）は福岡県宗像市多禮298番地の多礼浄水場内にある一部事務組合。構成団体は宗像市・福津市の2市。ここでは宗像地区消防本部についても解説する。

## 概要
宗像地区事務組合は、関係市（宗像市及び福津市）が行う事務の一部を共同処理する目的で、宗像地区の一部事務組合である宗像地区水道企業団、宗像地区消防組合、宗像自治振興組合及び宗像清掃施設組合を統合し、平成19年4月1日に設立された。

### 事務内容
1. 水道事業及び簡易水道事業
2. 消防に関する事務（非常備消防及び消防水利に関する事務を除く）
3. し尿処理場の管理運営に関する事務など
4. 急患センターに関する事務
5. 関係市の振興に関する調査研究などに関する事務
6. 組合財産の維持管理に関する事務

### 組織
- 事務局
  - 総務課
  - 経営施設課
- 消防本部
  - 消防総務課
  - 予防課
  - 警防課
  - 救急課
  - 宗像消防署
  - 福津消防署

## 事務組合の沿革
出典
※宗像地区消防組合・消防本部については後述

## 水道事業・し尿処理事業
釣川の水を吉田ダム・多礼ダムに組み上げ、多礼浄水場に送水する。配水池は多礼浄水場のほか、北部福岡緊急連絡管と福岡地区水道企業団からの受水により賄われている。
- 吉田ダム（吉田取水場）
- 多礼ダム
- 多礼浄水場
- 大島簡易水道
- 地島簡易水道
- 本木簡易水道
- 上下水道料金センター

## 宗像地区急患センター
宗像地区急患センター及び宗像地区歯科休日急患センターは、宗像地区事務組合が運営する診療所である。内科・小児科・歯科に限り、夜間や休日（祝日）そしてお盆や年末・年始に応急的治療を行うことを目的とする。

## 宗像自治会館
宗像自治会館は、組合財産の維持管理や急患センターに関する事務などを処理していた宗像自治振興組合や統合後の宗像地区事務組合の事務所として使用されてきた。宗像地区事務組合の事務所が多礼浄水場に移転した後は、「福岡県宗像児童相談所」の事務所として平成30年末まで利用されていたが、平成30年3月31日をもって閉館した。

## 宗像地区消防本部
宗像地区消防本部（むなかたちくしょうぼうほんぶ）は福岡県宗像市田熊5丁目1-3にある消防本部。管轄区域は宗像市・福津市。

### 概要
右表参照。

### 消防組合・消防本部の沿革
出典

### 主力機械
出典
- 消防ポンプ自動車:5
- 水槽付き消防ポンプ自動車:4
- 化学消防車:1
- 救助工作車:1
- 30m級屈折はしご車:1
- 高規格救急車:5
- 指令車:1
- 指揮車:1
- 支援車:2
- 人員輸送車:1
- 資機材搬送車:1
- 査察車:1
- その他:4

### 消防署
| 消防署     | 住所               | 出張所                           | 分遣所                |
| ---------- | ------------------ | -------------------------------- | --------------------- |
| 宗像消防署 | 宗像市田熊5丁目1-3 | 赤間:宗像市徳重2-8-1             | 大島:宗像市大島1650-2 |
| 福津消防署 | 福津市西福間1-1-27 | 津屋崎・玄海:宗像市牟田尻1860-41 | なし                  |